# Bristol Aquila
El Aquila fue un motor radial de aviación de 9 cilindros en simple estrella, diseñado por la Bristol Engine Company en 1934. Era un motor con válvulas de camisa, siendo su diseño básico un desarrollo del Bristol Perseus, y que condujo posteriormente al Bristol Hercules, Bristol Taurus y Bristol Centaurus. Este motor no entró en producción.

## Diseño y desarrollo
El Aquila fue desarrollado dos años después del más grande Perseus, ambos diseños de válvulas de camisa. La principal diferencia era el tamaño, el Perseus estaba basado en el cilindro de 146 mm x 165 mm usado en el motor Mercury, mientras que el Aquila usaba un nuevo cilindro más pequeño de 130 mm x 140 mm. El resultado fue una reducción en la cilindrada de 24,9 a 15,6 l.
El primer motor Aquila producía unos modestos 365 hp (272 kW), los cual era muy espectacular para un motor de ese tamaño. Pronto se desarrolló en versiones más potentes, con mejoras similares a las que se le hicieron al Perseus, y para 1936 desarrollaba 500 hp (370 kW). Esto hacía un excelente reemplazo para el Bristol Jupiter, el cual había finalizado su producción con 590 hp (440 kW) tres años antes, pero en este momento, toda la atención estaba puesta en motores cada vez más grandes.

## Aplicaciones
Nota:
- Bristol Bulldog
- Bristol Bullpup
- Bristol Type 143
- Vickers Venom

## Especificaciones (Aquila I)[3]
- Tipo: motor radial aspirado de nueve cilindros, enfriado por aire
- Diámetro: 130 mm
- Carrera: 136 mm
- Cilindrada: 15.600 cc
- Largo: 1.000 mm
- Diámetro del motor: 1.200 mm
- Peso: 352 kg
- Válvulas: Válvulas de camisa
- Carburador: carburador Claudel-Hobson
- Combustible: gasolina de 73 octanos
- Refrigeración: por aire
- Potencia: 493 hp (368 kW) a 2600 rpm para el despegue
- Cilindrada/potencia: 31,75 hp/l (23,59 kW/l)
- Peso/potencia: 1,41 hp/kg (1,05 kW/kg)
- Compresión: 7,3:1
- Consumo: 210 g/(hp•h) (282 g/(kW•h))
- Consumo de aceite: 5,9 g/(hp•h) (8 g/(kW•h))
- Reducción: 0,5:1, girando una hélice Hamilton Standard de paso variable